# Theo Hijzen
Theo Hijzen (Den Haag, 4 november 1948) is een Vlaamse televisie- en theateracteur. In 1958 verhuisde hij naar Brussel. Hij volgde les aan het Kon. Atheneum Etterbeek en behaalde het Diploma Toneel aan het Koninklijk Muziekconservatorium in Brussel in 1973.
Na zijn studies werd Theo Hijzen acteur bij het MMT (Mechels Miniatuur Teater, later hernoemd naar 't Arsenaal), waar hij tot 1 september 2007 in verscheidene toneelstukken meespeelde. Tussendoor gaf hij ook lessen dictie aan de muziekacademies in St-Kwintens-Lennik en de Gem. Muziekschool Bonheiden.
Theo Hijzen schreef ook het jeugdtoneelstuk Kriebelt het niet in je buik, juffrouw Kibbelbits!, was regisseur van verscheidene toneelstukken (onder andere Het ultiem Transfer).
Bij het MMT speelde hij mee in onder andere De Garage, Grieks, De Koers, De Kikkerkoningin en Coeurs Blessés.
Theo Hijzen speelde verscheidene rollen in televisieseries, zoals Het Pleintje, De Collega's, Thuis, Heterdaad, Recht op Recht, Spoed en Flikken. In 2006 speelde hij het personage Nick van de Kasteele in de soapserie Familie.